# Peishansaurus philemys
Peishansaurus philemys es la única especie conocida del género dudoso extinto  Peishansaurus  (“lagarto de Pei-shan”) es un género de dinosaurio ornitisquio, que vivió a finales del período Cretácico, entre aproximadamente 85 a 72 millones de años, desde el Santoniense al Campaniense, en lo que es hoy Asia. Conocido por una mandíbula framentaria con algunos dientes, de la Formación Minhe, en Gansu, Montañas de Beishan, Pei-shan en chino, Xinjiang, Región Autónoma Uigur, China.
Peishansaurus fue nombrado y descrito por el paleontólogo sueco Anders Birger Bohlin en 1953. La especie tipo es Peishansaurus philemys. Peishansaurus lleva el nombre de Beishan, las "Montañas del Norte" en Gansu. El nombre específico philemys significa "amante de las tortugas" del griego φιλέω, phileo, "amar", y ἐμύς, emys, "tortuga de agua" en referencia al hecho de que en el sitio también se encontró la tortuga Peishanemys latipons, miembro de Dermatemydidae.
En 1930, Bohlin, en el contexto de las expediciones sueco-chinas de Sven Hedin , había descubierto los fósiles en Ehr-chia-wu-t'ung, al oeste de Gansu, en una capa de la formación Minhe que data del Campaniano. Consisten en una pieza de aproximadamente 5 centímetros de largo de una mandíbula inferior derecha con cuatro posiciones de dientes y un diente suelto. Se informó que el holotipo se perdió en 2014.
Peishansaurus se considera hoy dudoso. Bohlin lo colocó en Ankylosauridae, asumiendo que el fósil representaba un anquilosáurido juvenil, pero también podría ser un paquicefalosáurido. En 1999, Kenneth Carpenter consideró que el diente era similar al de Psittacosaurus. En 2004, Vickaryous et al. trató a Peishansaurus como Ankylosauria incertae sedis, y en 2016, fue tratado como?Thyreophora incertae sedis de Arbor y Currie.